# Castelo de mota

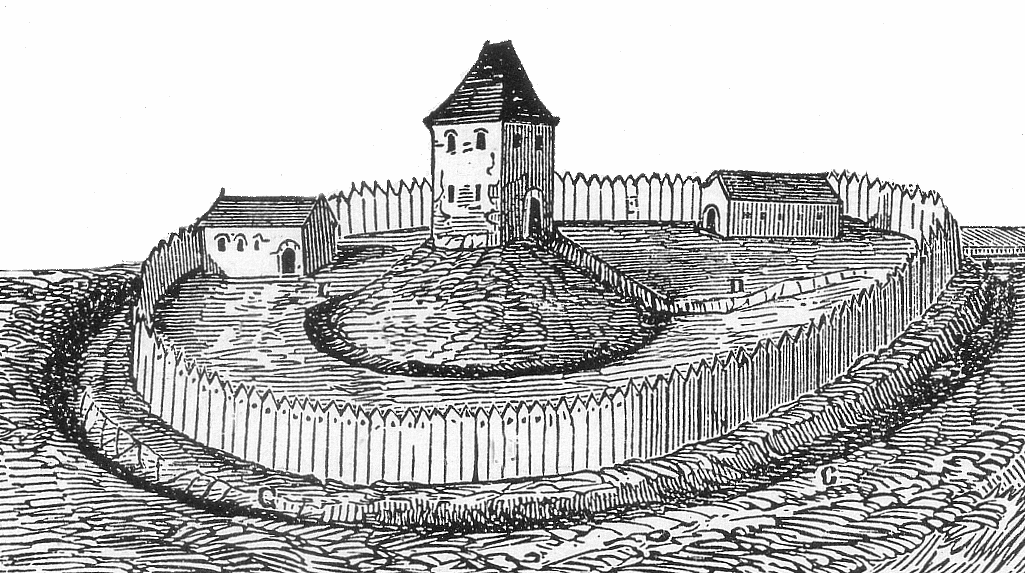
Castelo de mota (motte and bailey).

Castelos de mota (em inglês motte and bailey, em francês motte castrale) foram um tipo de fortificação medieval precursor dos castelos de pedra da Idade Média.

## Caracterização

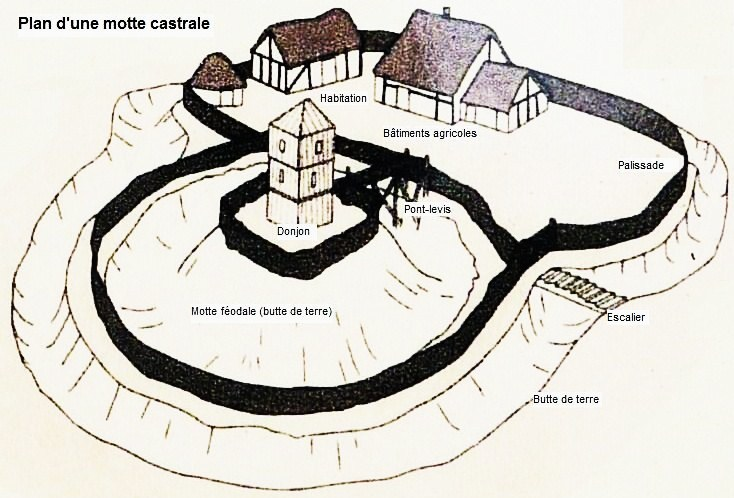
Plano de um castelo de mota (motte and bailey).

Os castelos de mota eram compostos por duas partes, a mota (motte) e o recinto fortificado (bailey em inglês). A mota era um monte de terra de forma cônica que podia ser totalmente erguido pelo homem ou adaptado ao relevo natural do terreno. O topo da mota era nivelado formando uma plataforma e, no seu centro, era erguida uma torre de madeira de seção quadrada ou, raramente, circular. A plataforma da mota era protegida ainda por uma paliçada. Na torre morava o senhor da mota (dominus), sua família, alguns soldados e serventes. Além da função como moradia, a torre era usada como ponto de observação da área circundante e também como último ponto de defesa da fortificação.
Abaixo do monte havia um terreno cercado com uma paliçada de madeira (denominado bailey em inglês, derivado do francês baille), geralmente em forma de meia-lua, um "D" ou "U". Nesse terreno cercado, eram construídos depósitos, celeiros, forja, choupanas para os serventes e artesões, hortas, estábulos de criação de cavalos, porcos, vacas etc, formando um mini-vilarejo. Tanto o monte quanto a paliçada eram uma espécie de pequena ilha, cercada por um fosso cheio d'água, escavado para a construção do monte. Uma ponte e um caminho íngreme e estreito conectavam as duas partes do castelo. Em tempos de perigo, as forças defensivas recuavam para a torre se a paliçada não pudesse ser defendida.

## Distribuição

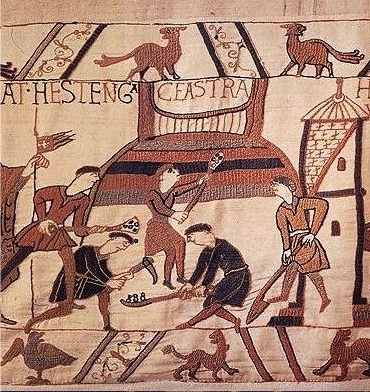
Tapeçaria de Bayeux: castelo de mota sendo construído (segunda metade do séc. XI)

Os castelos de mota originaram-se na atual França, entre o vale do Loire e do Reno, e dali espalharam-se pela Europa do norte, sendo encontrados nas Ilhas Britânicas, Alemanha, Itália, Polônia e outros países. Em Inglaterra, esse tipo de fortificação foi introduzido pelos normandos após a conquista da ilha em 1066. Castelos de mota foram construídos com materiais perecíveis e, com o tempo, foram destruídos ou substituídos por estruturas mais permanentes. A célebre Tapeçaria de Bayeux, datada do século XI, mostra imagens de castelos de mota no norte da França e em Hastings, na Inglaterra.
No século XI, a madeira e a terra começaram a ser substituídas pela pedra na construção de castelos. A torre de madeira sobre o monte foi substituída por uma fortificação circular de pedra, transformando-se na torre de menagem. Uma muralha de pedra cercou a antiga paliçada e a torre de menagem, sendo, por sua vez, cercada por uma vala ou fosso. Um único portão fortificado, protegido por ponte levadiça e porta levadiça, dava acesso ao castelo.